# Banner Johnstone
Banner Carruthers Johnstone (Bebington, 11 novembre 1882 – Bournemouth, 20 giugno 1964) è stato un canottiere britannico.
Ha vinto la medaglia d'oro olimpica nel canottaggio alle Olimpiadi 1908 tenutesi a Londra, nella gara di Otto maschile con Albert Gladstone, Frederick Septimus Kelly, Guy Nickalls, Charles Burnell, Ronald Sanderson, Raymond Etherington-Smith, Henry Bucknall e Gilchrist Maclagan.